# 아이라 머치슨
아이라 제임스 머치슨(영어: Ira James Murchison, 1933년 2월 6일 ~ 1994년 3월 28일) 은 미국의 육상 선수이며, 1956년 멜버른 올림픽 400m 릴레이에서 금메달을 획득하였다.
시카고에서 태어난 머치슨은 출발 블록으로부터 자신의 제외적인 속력으로 알려져 "인간 스퓨트니크"라는 별명이 붙었다.
멜버른 올림픽에 나가기 전 100m 달리기에서 10.2초로 두 차례의 동등한 세계 기록을 세웠고. 베를린에서 10.1초의 세계 기록을 세워 올림픽 100m 우승 후보자가 되었다. 그러나 멜버른에서 실망적인 4위에 머물고 말았다. 400m 릴레이에서 그는 선두 주자로 뛰면서 미국 팀이 세계 기록 39.5초와 함께 금메달을 획득하는데 도움을 주었다.
1957년 100 야드의 세계 기록 9.3초를 되풀이하고 웨스턴 미시간 대학교의 학생으로서 1958년 NCAA 선수권에서 100 야드를 우승하였다. 1963년 팬아메리칸 게임에서 100m 3위를 하고 400m 릴레이에서 미국 팀이 우승하는데 도움을 주었다.
1970년대에 머치슨은 시카고에서 여성 달리기 팀의 코치를 지냈다.
1994년 3월 28일 암에 걸려 61세의 나이로 일리노이주 하비에서 사망했다.